# Ямкун
Ямкун — село в Газимуро-Заводском районе Забайкальского края России. Входит в состав сельского поселения «Газимуро-Заводское». Основано в 1871 году.

## География
Село находится в юго-восточной части Забайкальского края, к востоку от реки Газимур, при автодороге 76А-008, у южных окраин села Газимурский Завод, административного центра района. Абсолютная высота — 699 м над уровнем моря.
Климат
Климат характеризуется как резко континентальный с продолжительной морозной зимой и тёплым летом. Средняя температура воздуха самого холодного месяца (января) составляет от −28 °C до −32 °C; средняя температура самого тёплого месяца (июля) — 18 — 20 °C. Среднегодовое количество атмосферных осадков составляет 320 мм.
Часовой пояс
Село Ямкун находится в часовой зоне МСК+6. Смещение применяемого времени относительно UTC составляет +9:00.

## Население
| 2010 | 2021 |
| ---- | ---- |
| 154  | ↘136 |

Половой состав
По данным Всероссийской переписи населения 2010 года, в гендерной структуре населения мужчины составляли 49,4 %, женщины — соответственно 50,6 %.
Национальный состав
Согласно результатам переписи 2002 года, в национальной структуре населения русские составляли 99 % из 153 чел.

## Улицы
| - ул. Водная, - ул. Дорожная, - ул. Оллисеевича, | - ул. Рабочая, - ул. Сергиевского, - ул. Юбилейная. |